# Perú en los Juegos Paralímpicos de París 2024
Perú en los Juegos Paralímpicos de París 2024 estuvo representado por un total de 13 atletas que compitieron en 9 deportes. Los abanderados en la ceremonia de apertura fueron la badmintonista Pilar Jáuregui y el tirador Jorge Arcela.

## Medallistas
| Medalla        | Atleta            | Deporte   | Evento | Fecha        |
| -------------- | ----------------- | --------- | ------ | ------------ |
| Medalla de oro | Angélica Espinoza | Taekwondo | –47 kg | 29 de agosto |

## Diplomas paralímpicos
| Puesto | Atleta               | Deporte   | Evento                     | Fecha           |
| ------ | -------------------- | --------- | -------------------------- | --------------- |
| 6.º    | Rodrigo Santillán    | Natación  | 100 metros espalda S2      | 29 de agosto    |
| 6.º    | Rosbil Guillén       | Atletismo | 5000 metros T11            | 30 de agosto    |
| 6.º    | Rodrigo Santillán    | Natación  | 200 metros estilo libre S2 | 2 de septiembre |
| 6.º    | Israel Hilario Rimas | Ciclismo  | Ruta contrarreloj C2       | 4 de septiembre |
| 7.º    | Pilar Jáuregui       | Bádminton | Individual WH2             | 31 de agosto    |
| 7.º    | Giuliana Póveda      | Bádminton | Individual SH6             | 31 de agosto    |
| 7.º    | Rubí Fernández       | Bádminton | Individual SH6             | 31 de agosto    |
| 7.º    | Rodrigo Santillán    | Natación  | 50 metros espalda S2       | 31 de agosto    |

## Atletas
| Disciplina                | Deportistas |
| Atletismo                 | 2           |
| Bádminton                 | 3           |
| Bochas                    | 1           |
| Ciclismo                  | 1           |
| Levantamiento de potencia | 1           |
| Natación                  | 2           |
| Taekwondo                 | 1           |
| Tiro                      | 1           |
| Tiro con arco             | 1           |
| Total                     | 13          |

## Deportes

### Atletismo
Femenino
Eventos de pista y ruta
| Atleta      | Evento          | Eliminatoria | Eliminatoria | Final        | Final        |
| Atleta      | Evento          | Tiempo       | Posición     | Tiempo       | Posición     |
| ----------- | --------------- | ------------ | ------------ | ------------ | ------------ |
| Neri Mamani | 1500 metros T11 | 4:59.74      | 3            | No clasificó | No clasificó |

Masculino
Eventos de pista y ruta
| Atleta         | Evento          | Final         | Final         |
| Atleta         | Evento          | Tiempo        | Posición      |
| -------------- | --------------- | ------------- | ------------- |
| Rosbil Guillén | 5000 metros T11 | 15:28.62      | 6             |
| Rosbil Guillén | Maratón T12     | Descalificado | Descalificado |

### Bádminton
Femenino
| Atleta          | Evento         | Fase de grupos      | Fase de grupos     | Fase de grupos  | Fase de grupos | Semifinal       | Final           | Posición final |
| Atleta          | Evento         | Rival Resultado     | Rival Resultado    | Rival Resultado | Posición       | Rival Resultado | Rival Resultado | Posición final |
| --------------- | -------------- | ------------------- | ------------------ | --------------- | -------------- | --------------- | --------------- | -------------- |
| Pilar Jáuregui  | Individual WH2 | Li Hongyan 1–2      | Ilaria Renggli 1–2 | I-Chen Yang 2–0 | 3              | No clasificó    | No clasificó    | 7              |
| Giuliana Póveda | Individual SH6 | Rina Marlina 1–2    | Chai Saeyang 2–0   | Li Fengmei 0–2  | 3              | No clasificó    | No clasificó    | 7              |
| Rubí Fernández  | Individual SH6 | Olivia Szmigiel 0–2 | Rachel Choong 1–2  | ——              | 3              | No clasificó    | No clasificó    | 7              |

### Bochas
Femenino
| Atleta         | Evento         | Fase de grupos    | Fase de grupos        | Fase de grupos  | Fase de grupos | Cuartos de final | Semifinal       | Final           | Posición final |
| Atleta         | Evento         | Rival Resultado   | Rival Resultado       | Rival Resultado | Posición       | Rival Resultado  | Rival Resultado | Rival Resultado | Posición final |
| -------------- | -------------- | ----------------- | --------------------- | --------------- | -------------- | ---------------- | --------------- | --------------- | -------------- |
| Niurka Callupe | Individual BC3 | Ayane Ichinoe 1–5 | Stefania Ferrando 2–3 | Anna Ntenta 4–5 | 4              | No clasificó     | No clasificó    | No clasificó    | 13             |

### Ciclismo
Masculino
| Atleta               | Evento               | Final       | Final       |
| Atleta               | Evento               | Tiempo      | Posición    |
| -------------------- | -------------------- | ----------- | ----------- |
| Israel Hilario Rimas | Ruta contrarreloj C2 | 21:28.46    | 6           |
| Israel Hilario Rimas | Ruta C1-3            | No finalizó | No finalizó |

### Levantamiento de potencia adaptado
Masculino
| Atleta       | Evento | Final  | Final    |
| Atleta       | Evento | Total  | Posición |
| ------------ | ------ | ------ | -------- |
| Diego Quispe | –59 kg | 130 kg | 9        |

### Natación
Femenino
| Atleta        | Evento               | Eliminatoria | Eliminatoria | Final        | Final        | Posición final |
| Atleta        | Evento               | Tiempo       | Posición     | Tiempo       | Posición     | Posición final |
| ------------- | -------------------- | ------------ | ------------ | ------------ | ------------ | -------------- |
| Dunia Felices | 200 metros libre SM5 | 4:30.17      | 6            | No clasificó | No clasificó | 18             |

Masculino
| Atleta            | Evento                     | Eliminatoria | Eliminatoria | Final   | Final    |
| Atleta            | Evento                     | Tiempo       | Posición     | Tiempo  | Posición |
| ----------------- | -------------------------- | ------------ | ------------ | ------- | -------- |
| Rodrigo Santillán | 50 metros espalda S2       | 1:08.08      | 4            | 1:07.60 | 7        |
| Rodrigo Santillán | 100 metros espalda S2      | 2:16.35      | 3            | 2:18.61 | 6        |
| Rodrigo Santillán | 200 metros estilo libre S2 | 4:44.25      | 3            | 4:39.26 | 6        |

### Taekwondo
Femenino
| Atleta            | Evento | Primera ronda          | Cuartos de final         | Semifinal         | Repechaje 1     | Repechaje 2     | Final                   | Posición final |
| Atleta            | Evento | Rival Resultado        | Rival Resultado          | Rival Resultado   | Rival Resultado | Rival Resultado | Rival Resultado         | Posición final |
| ----------------- | ------ | ---------------------- | ------------------------ | ----------------- | --------------- | --------------- | ----------------------- | -------------- |
| Angélica Espinoza | –47 kg | Guileine Chemogne 28–9 | Maryam Abdollahpour 19–9 | Naoual Laarif WWD | ——————          | ——————          | Ziyodakhon Isakova 10–4 | Medalla de oro |

### Tiro
Masculino
| Atleta       | Evento                                  | Clasificación | Clasificación | Final        | Final        | Posición final |
| Atleta       | Evento                                  | Puntos        | Posición      | Puntos       | Posición     | Posición final |
| ------------ | --------------------------------------- | ------------- | ------------- | ------------ | ------------ | -------------- |
| Jorge Arcela | Rifle de aire comprimido 10 m SH1       | 609.7         | 15            | No clasificó | No clasificó | 15             |
| Jorge Arcela | Rifle de aire comprimido 10 m SH1 mixto | 629.4         | 24            | No clasificó | No clasificó | 24             |
| Jorge Arcela | Rifle de aire comprimido 50 m SH1 mixto | 615.7         | 24            | No clasificó | No clasificó | 24             |

### Tiro con arco
Femenino
| Atleta         | Evento             | Clasificatoria | Clasificatoria | Ronda de 32     | Ronda de 16     | Cuartos de final | Semifinal       | Final           | Posición final |
| Atleta         | Evento             | Puntos         | Posición       | Rival Resultado | Rival Resultado | Rival Resultado  | Rival Resultado | Rival Resultado | Posición final |
| -------------- | ------------------ | -------------- | -------------- | --------------- | --------------- | ---------------- | --------------- | --------------- | -------------- |
| Daniela Campos | Recurvo individual | 459            | 22             | Flora Kliem 2-6 | No clasificó    | No clasificó     | No clasificó    | No clasificó    | 17             |